# Кольцов, Александр Николаевич (Герой Социалистического Труда)
Александр Николаевич Кольцов (1930 год, пос. Новосергиевка — 20 июня 2009 года) — советский партийный деятель, первый секретарь Первомайского райкома КПСС, Оренбургская область. Герой Социалистического Труда (1980).

## Биография
Родился в 1930 году в крестьянской семье в селе Новосергиевка (ныне — Оренбургская область).
Трудовую деятельность начал в Новосергиевском отделе культуры. Получив педагогическое образование, с 1953 года работал учителем истории в средней школе в посёлке Айдарбак. Позднее — первый секретарь райкома ВЛКСМ. С 1968 года обучался в Высшей партийной школе при ЦК КПСС, по окончании которой трудился в партийном аппарате Оренбургского обкома КПСС. В 1970 году назначен первым секретарём Первомайского райкома КПСС.
Будучи первым секретарём райкома КПСС, занимался организацией и развитием сельскохозяйственного производства в Первомайском районе. Во время Десятой пятилетки (1976—1980) средняя урожайность зерновых по району составила 13,5 центнеров с каждого гектара. Закупки зерновых по сравнению с предыдущей пятилеткой возросли в 12 раз, мяса — в почти в 4 раза, шерсти — более чем в 6 раз. Предприятия Первомайского района сдали государству около 70 миллионов пудов зерна, что составило шесть годовых плановых заданий. Указом Президиума Верховного Совета СССР от 10 марта 1980 года «за выдающиеся успехи, достигнутые во Всесоюзном социалистическом соревновании, проявленную трудовую доблесть в выполнении планов социалистических обязательств по увеличению производства и продажи государству зерна и других продуктов земледелия» удостоен звания Героя Социалистического Труда с вручением Ордена Ленина и золотой медали Серп и Молот.
Избирался делегатом XXV съезда КПСС.
С 1980 года работал заместителем председателя Оренбургского райисполкома. Проработал на комсомольской и партийной работе более тридцати лет.
В последние годы своей жизни проживал в Одинцовском районе.
Скончался 20 июня 2009 года. Похоронен на Лайковском кладбище Одинцовского городского округа.
Награды
- Герой Социалистического Труда
- Орден Ленина — дважды (23.12.1976; 1980)
- Орден Трудового Красного Знамени (11.12.1973)
- Орден «Знак Почёта» (19.04.1967)